# Sterschema
In de informatica is een sterschema (ook wel ster-joinschema, datakubus of multi-dimensionaal schema) de eenvoudigste vorm van een datamart-schema. Het sterschema bestaat uit een of meer feitentabellen die refereren aan een willekeurig aantal dimensietabellen. Het sterschema is een belangrijk speciaal geval van het sneeuwvlokschema en is effectiever in de behandeling van eenvoudige query's.

## Voetnoten
1. ↑  DWH Schemas (2009).